# Ejiri Atsuhiko
Atsuhiko Ejiri (sinh ngày 12 tháng 7 năm 1967) là một cựu cầu thủ bóng đá và huấn luyện viên người Nhật Bản.

## Sự nghiệp cầu thủ chuyên nghiệp
Atsuhiko Ejiri được sinh ra tại quận Shizuoka vào ngày 12 tháng 7 năm 1967. Sau khi tốt nghiệp tại Đại học Meiji, ông tham gia câu lạc bộ JEF United Ichihara vào năm 1990. Ông đã từng chơi rất nhiều trận ở vị trí tiền vệ từ đầu mùa giải và đội bóng của ông đã đạt vị trí thứ 2 tại JSL Cup năm 1990. Năm 1992, Giải bóng đá vô địch quốc gia Nhật Bản (JSL) thành lập hạng đấu J1 League. Ông là tiền vệ chính và giữ chức đội trưởng đội bóng từ năm 1996. Đội bóng đã dành thứ hạng thứ 2 năm 1998 trong mùa giải. Ông giã từ sự nghiệp cầu thủ vào mùa cuối năm 1998.
Thống kê của câu lạc bộ J.League
| Đội                 | Năm       | J.League | J.League | J.League Cup | J.League Cup | Tổng cộng | Tổng cộng |
| Đội                 | Năm       | Trận     | Bàn      | Trận         | Bàn          | Trận      | Bàn       |
| ------------------- | --------- | -------- | -------- | ------------ | ------------ | --------- | --------- |
| JEF United Ichihara | 1992      | -        | -        | 9            | 0            | 9         | 0         |
| JEF United Ichihara | 1993      | 36       | 4        | 3            | 1            | 39        | 5         |
| JEF United Ichihara | 1994      | 25       | 1        | 0            | 0            | 25        | 1         |
| JEF United Ichihara | 1995      | 43       | 13       | -            | -            | 43        | 13        |
| JEF United Ichihara | 1996      | 29       | 2        | 14           | 1            | 43        | 3         |
| JEF United Ichihara | 1997      | 30       | 1        | 7            | 0            | 37        | 1         |
| JEF United Ichihara | 1998      | 30       | 3        | 6            | 0            | 36        | 3         |
| Tổng cộng           | Tổng cộng | 193      | 24       | 39           | 2            | 232       |           |

## Sự nghiệp huấn luyện viên
Sau khi nghỉ hưu, Ejiri trở thành huẩn luyện viên của JEF United Ichihara (sau đó thành JEF United Chiba) vào năm 1999. Ông phần lớn dành thời gian trong sự nghiệp huấn luyện viên cho đội bóng dẫn đầu. Năm 2005, ông chuyển đến Albirex Niigata và trở thành huấn luyện viên dưới sự chỉ đạo của HLV Yasuharu Sorimachi (2005) và Jun Suzuki (2006). Năm 2007, ông trở thành huấn luyện viên cho đội bóng U-23 Nhật Bản dưới sự chỉ đạo của Sorimachi và được góp mặt trong thế vận hội Olympic mùa hè năm 2008.
Năm 2009, Ejiri trở lại JEF United và trở thành huấn luyện viên dưới sự chỉ đạo HLV Alex Miller. Tuy nhiên, thành tích của câu lạc bộ đã không được tốt và huấn luyện viên Miller bị sa thải vào tháng 7 năm 2009. Ejiri trở thành người quản lý với tư cách là người kế nhiệm Miller. Mặc dù Ejiri đã xoay xở trong 15 trận đấu, câu lạc bộ chỉ thắng một trận và kết thúc ở vị trí cuối cùng trong mùa giải. Câu lạc bộ đã bị xuống hạng lần đầu tiên trong lịch sử. Mặc dù ông cũng đã quản lý trong mùa giải 2010, câu lạc bộ không thể trở lại giải hạng 1 và ông từ chức vào cuối mùa giải 2010.
Vào ngày 18 tháng 3 năm 2019, ông được bổ nhiệm làm người quản lý một lần nữa, sau sự ra đi của người Argentina Juan Esnáider. Ông rời vị trí của mình vào cuối mùa giải 2019.
1. 1 2  Ejiri Atsuhiko tại J.League (tiếng Nhật)